# Chiesa di Santa Maria della Purità e Sant'Anna
La chiesa di Santa Maria della Purità e Sant'Anna è una chiesa monumentale di Napoli, situata nelle vicinanze di Piazza Carlo III.

## Storia e descrizione
La fondazione dell'edificio è incerta, ma si sa che fu restaurata nel 1846.
La chiesa presenta una piccola facciata neoclassica con rosone circolare al centro; ai lati è delimitata da due coppie di lesene che si concludono nel frontone che corona il prospetto.
Nell'interno vi sono opere pittoriche del XVII secolo.
È sede dell'Arciconfraternita del Santissimo Salvatore al Marconiglio.